# Zbigniew Świętek
Zbigniew Świętek (ur. 19 października 1966 w Zaklikowie) – polski piłkarz występujący na pozycji napastnika. 
Jako junior występował w klubach Sannie Zaklików i Stali Kraśnik. Rundę wiosenną sezonu 1988/1989 spędził jako zawodnik KS Lublinianki. W 1989 roku trafił do Wisły Kraków, w której grał przez następne cztery lata. W 1993 roku wyjechał do Belgii, gdzie reprezentował barwy klubów KV Oostende, Cercle Brugge, Vigor Wuitens Hamme, KSC Blankenberge i SV Koekelare. W 2006 roku zakończył karierę.